# Wereldkampioenschap basketbal vrouwen 1975
Het WK basketbal voor vrouwen 1975 is het zevende gehouden wereldkampioenschap basketbal voor vrouwen. Dertien landen die ingeschreven waren bij de FIBA, namen deel aan het toernooi dat gehouden werd in Colombia. Het basketbalteam van de Sovjet-Unie werd de uiteindelijke winnaar van het toernooi.

## Eindrangschikking
| Goud | Zilver | Brons | 4 |
| Sovjet-Unie Angelė Rupšienė Aleksandra Ovtsjinnikova Raisa Koervjakova Olga Barisjeva Tatjana Ovetsjkina Nadezjda Sjoevajeva Uļjana Semjonova Nadezjda Zacharova Nelli Ferjabnikova Olga Soecharnova Tetjana Zacharova Natalja Klimova | Japan Kasuyo Hayashida Hisako Furuno Keiko Oanuma Miyako Otsuka Keiko Namai Teruko Miyamoto Kimiko Hashimoto Sachiyo Yamamoto Kasuko Kadoya Misako Satake Kini Wakitasniro Mieko Fukui               | Tsjecho-Slowakije Eva Vrbková Dana Ptacková Pavla Davidová Ludmila Chmeliková Martina Babková Ivana Korinková Iweta Pollaková Lenka Nechvatalová Vlasta Vabková Marta Jirasková Hana Dousová Milena Jindrová   | Italië Rosa Maria Battistella Licia Apostoli Lidia Gorlin Rosetta Bozzolo Manuela Peri Wanda Sandon Bianca Rossi Liliana Mabel Bocchi Chiara Guzzonato Annalisa Cattelan Mariangela Piancastelli Tiziana Fasso     |
| 5 | 6 | 7 | 8 |
| Zuid-Korea Lee Ock-Ja Yung Mila Kim Kyung-Soon Won Young-Ja In Syup-Shin Cho Kyung-Ja Kim Eun-Ju Kang Hyun-Suk Cho Young-Nan Park Chan-Sook Sung Ja Lee Yoen-Suk                                                                       | Mexico Cristina Betancourt Maria Alcaraz Martha Garcia Maria Glez Sofia Cepeda Gloria Emerfin Berenice Arteaga María Elena Ramirez Ana Cuevas Saavedra Fernandez Guadalupe Callejas Beatriz Resendiz | Colombia Myriam Leon Beatriz Duarte Patricia Torres Nancy Nieto Ana Cecilia Vasquez Margarita Marti Carmen Emilia Moreno Patricia Velandia Gloria Maria Gomez Dora Urdanivia Adriana Astorquiza Gloria Pizarro | Verenigde Staten Ann Meyers Nancy Dunkle Charlotte Lewis Lucia Harris Sue Rojcewicz Caroline Bush Nancy Liebermann Rita Easterling Mary Ann O'Connor Cherri Rapp Patricia Head Juliene Brazinski                   |
| 9 | 10 | 11 | 12 |
| Hongarije Eva Beloberk-Gulyas Judith Karasz Elizabet Horvath Susanna Verboci Elizabet Laszlo Katalin Cziraki Katalin Szuchy Magdalena Szabics Ilona Winter Elizabet Raiki Lenke Kiss Katalin Feher                                     | Australië Maree Bennie Janice Faye Bowman Dianne Wilson Ilze Blicavs Jan Grahan Ann Misiewicz Susan Harcus Sandra Tomislon Karin Maar Jenny Cheesman Julie Gross Jill Hammond                        | Canada Joyce Douthwright Joanne Sargent Donna Hobin Chris Cristelle Beverley Bland Coleen Dufresne Sheila Strike Carol Turney Patti Tatham Angela Johnson Beverly Barne                                        | Brazilië Lais Elena da Silva Thelma Pina Guimaraes Odila Fernandes Cristina Punko Nilza Monte Garcia Arilza Coraca Norma Pinto Maria Teresa Evaristo Vania de Marchi Suzete Pereira Delcy Ellender Regina Latancio |
| 13 | 14 | 15 | 16 |
| Senegal Mame Panda Diouf Marame Ba Aminata Gueye Marie Hanriete Dior Coura Dia Kankou Coulibaly Marie Amalie Lopez Rochaya Pouye Aminata Bamar Gueye Helena Marie Lopes Ndaye Mafisatou Diagne Awa Dia                                 | | | |

| WK basketbal voor vrouwen 1975 winnaar |
| -------------------------------------- |
| Sovjet-Unie Vijfde titel               |